# Edu Galán
Eduardo Galán (Oviedo, 12 de marzo de 1980), conocido como Edu Galán, es un escritor, guionista y crítico cultural español. Es uno de los creadores de la revista satírica Mongolia junto al ilustrador argentino Darío Adanti.Abandonó la publicación en junio de 2021. 

## Trayectoria
Galán se licenció en Psicología por la Universidad de Oviedo en 2003. Antes de terminar con sus estudios, comenzó a colaborar con el periódico La Nueva España en 2002, donde escribía artículos de crítica cultural y de cine. Entre 2008 y 2014, Galán publicó semanalmente en La Nueva España una columna de opinión sobre el Real Madrid Club de Fútbol titulada Blanco radiante. En 2011, empezó su colaboración como crítico de cine con la revista especializada Cinemanía, donde escribió hasta 2019.
En marzo de 2012, Galán fundó bajo el pseudónimo "Quelo VI" la revista satírica Mongolia junto a Darío Adanti, Fernando Rapa Carballo y Pere Rusiñol. Entre 2014 y 2017, escribió además columnas de opinión y realizó entrevistas en eldiario.es. Aparte de sus publicaciones en prensa, Galán ha colaborado en programas de radio y televisión. Así, en 2017, apareció en el programa Late motiv de Andreu Buenafuente que se emite en «#0», en 2018 colaboró como humorista en la segunda y tercera temporada de Comedy Central News de la plataforma Movistar+ con el cómico Antonio Castelo, y desde 2019 forma parte del equipo del programa Más de Uno de Onda Cero con Carlos Alsina.
En 2017, y junto a Darío Adanti, Galán empezó a colaborar en Al rojo vivo, el programa de análisis y debate político de La Sexta, con la sección Informe Mongolia. Desde el otoño de 2017 hasta principios de 2018, estrenó la webserie Mongolia te lo explica en la plataforma en línea Flooxer, producida por la Comunal, donde abordan temas como los nacionalismos, el yihadismo individual, la obsesión occidental por los animales domésticos, curva de Laffer, el neoliberalismo o por qué suben los precios.
En 2010, Galán publicó un ensayo sobre el cineasta Christopher Guest titulado This is (not) Spinal Tap, en la obra colectiva Una risa nueva (Nausícaä, 2011) coordinado por el escritor y crítico cultural Jordi Costa. También escribió en 2014 el ensayo Morir de pie. Stand-up (y Norteamérica) sobre la comedia en vivo estadounidense, y coordinó Todavía voy por la primera temporada, un libro colectivo con la participación de autores como Maruja Torres, Isaac Rosa, Marcos Ordóñez o Domingo Caballero sobre la ficción en televisión a beneficio de Amnistía Internacional. Su ensayo El síndrome Woody Allen, donde se pregunta "¿Por qué, después de más de veinte años con el caso cerrado, el debate sobre la monstruosidad de Woody Allen se ha recrudecido?", llega a librerías en septiembre de 2020.
En 2016, produjo junto al escritor David Trueba el documental Salir de casa sobre el viaje del cantante Francisco Nixon para poder fabricar su último disco en vinilo.
Ha participado en decenas de números mensuales de Mongolia, en los libros El libro rojo de Mongolia (2013), Pasatiempos (2013), Borbonia (2015), Las 101 peores portadas de Mongolia (2017) y La Biblia Negra de Mongolia (2019), el librodisco Mongolia Mix Vol. 3 (2015). Ha protagonizado, dirigido y escrito las obras teatrales de sátira Mongolia, el Musical, Mongolia (2013-2015), el Musical 2.0. (2015) y Mongolia sobre hielo (2018). Codirige y copresenta el formato Mongolia habla con junto a sus compañeros Pere Rusiñol y Darío Adanti, un espacio de conversación informal y cómoda, grabado en los Teatros Luchana de Madrid y emitido en streaming en eldiario.es.
En 2016, Galán organizó "La turba" junto a Andreu Buenafuente, Berto Romero, Arturo Valls y Felix Tusell, con el objetivo de conseguir financiar la película Tiempo después de José Luis Cuerda, que se estrenó finalmente el 28 de diciembre de 2018. El mismo año, produjo el primer concierto en Madrid del cantautor satírico asturiano Jerónimo Granda, celebrado el 13 de diciembre de 2018 en el Teatro del Barrio de Madrid. En agosto de 2020 se publica "En vivo, de momento", el primer disco en directo de Jerónimo Granda grabado el 9 de noviembre de 2019 en el Teatro del Barrio de Madrid y producido por Galán.
Además de su actividad como escritor, guionista y humorista, Galán también fue codirector del curso de extensión universitaria de la Universidad de Oviedo "Hazles reír", sobre series, sobre Woody Allen y sobre el humor junto al profesor Juan Pastor.

## Libros
- 2014 – Morir de pie: stand-up comedy (y Norteamérica). Editorial Rema y Vive.
- 2014 – Todavía voy por la primera temporada. Editorial Léeme.
- 2019 – La biblia negra de Mongolia: (100% atea). Reservoir Books.
- 2020 – El síndrome Woody Allen. Editorial Debate.
- 2022 – La máscara moral. Editorial Debate.
- 2024 – Morir de pie. Estados Unidos ante el espejo del stand-up. Editorial Debate.

## Reconocimientos
Como codirector de la revista Mongolia, Galán ha recibido premios nacionales e internacionales. El mismo año en el que la publicación vio la luz, en 2012, recibió el premio Gràffica que otorga el Ayuntamiento de Valencia y que reconoce anualmente a diez de los mejores perfiles de la escena creativa y de la cultura visual en España. También en 2012, Mongolia recibió el premio Pop Eye a la mejor publicación. Mongolia ha sido galardonada con el premio a los Valores Humanos en 2013 por la Asociación de Periodistas Europeos, el Mejor satírico europeo en los premios del Museo Della Satira de Forti Di Marmi en 2014, el Huevo de Colón de la revista Turia en 2015. el premio Avuelapluma Cáceres en 2017, o el premio Letras del Festival de cine y derechos humanos de Madrid en 2018.
Desde 2016, Galán forma parte del jurado del premio de Periodismo de Opinión "Raúl del Pozo". El galardón se otorga anualmente a columnistas y su recompensa es una cena de celebración con el jurado en el restaurante Casa Paco de Madrid. El premio ha sido otorgado a Enric González (2016), Soledad Gallego-Díaz (2017), Pedro García Cuartango (2018), Carlos Alsina (2019), Esther Palomera (2020), Manuel Vicent (2021), Lucía Méndez (2022), Lydia Cacho (2023), Ignacio Camacho (2024) y Sergio del Molino (2025).
En 2024 recibió el Premio Nacional de Hostelería.
En la 4ª edición de los Ondas del Podcast fue nominado al mejor videopodcast dentro del equipo de Siempre al Oeste, un podcast de Zenda y la agencia Alabra. 